# Вирхинија
Вирхинија (шп. La esposa virgen) мексичка је теленовела, продукцијске куће Телевиса, снимана 2005.
У Србији је приказивана 2005. на телевизији Пинк.

## Синопсис
Кроз планине „Сан Франсиско де лос Ареланес“, воз пролази кроз тиху ноћ. Групу војника који се налазе у возу предводи капетан Фернандо Ортиз. Он је задужен за превоз тела свог покојног ујака, Франсиска Ортиза. У истом возу путује и генералова млада и лепа удовица, Вирхинија, са својим братом Дијегом и Валдесом, генераловим помоћником. Фернандо испочетка презире Вирхинију, јер је уверен како се она удала за његовог стрица само како би стекла његово богатство. Сви мештани малог градића сматрају Вирхинију спонзорушом, осим локалног градоначелника Хосеа Гвадалупеа и његове жене Бланке, која је тешко болесна.
Фернандова мајка Аурелија, уз помоћ злог Кристобала, покушаће да украде Вирхинији све богатство и отера је са ранча на којем тренутно живи. Аурелијина мржња према Вирхинији постаје јача кад сазна да се њен син заљубио у Вирхинију. У међувремену, Вирхинија и Бланка постану пријатељице. Бланка зна да је Хосе Гвадалупе вара са амбициозном Олгом. Зна да ће брзо умрети, па се пита шта ће бити са њеним мужем и њиховом кћери, Марисол. Убрзо, Вирхинија и Хосе Гвадалупе се заљубе једно у друго, али љубав је забрањена, јер Вирхинија не жели да изда своју пријатељицу Бланку. Вирхинија ће морати да се супротстави злој Аурелији и Кристобалу, због љубави коју осећа према Хосе Гвадалупеу.

## Улоге
| Глумац:              | Улога:               |
| -------------------- | -------------------- |
| Адела Норијега       | Вирхинија            |
| Хорхе Салинас        | Хосе Гвадалупе       |
| Серхио Сендел        | Фернандо             |
| Наталија Есперон     | Бланка               |
| Игнасио Лопез Тарсо  | Франсиско            |
| Роберто Баљестерос   | Кристобал            |
| Сесар Евора          | Едмундо Луди музичар |
| Делија Касанова      | Клеменсија           |
| Лилија Арагон        | Аурелија             |
| Арлет Теран          | Олга                 |
| Алехандро Руиз       | Лорето               |
| Луис Бајард          | Серхио               |
| Еухенио Кобо         | Матијас              |
| Раул Себастијан      | Дијего               |
| Ото Сирго            | Микаел               |
| Арлет Пачеко         | Соледад              |
| Кендра               | Марисол              |
| Хуан Игнасио         | Аранда Данте         |
| Рубен Моралес        | Ефрен                |
| Карлос Камара Јуниор | Артуро               |
| Лурдес Мунхија       | Аида                 |
| Алехандра Барос      | Сесилија             |
| Алма Муријел         | Мерседес             |
| Бењамин Риверо       | Ефраин               |
| Хосе Антонио         | Ферал Томас          |
| Луис Урибе           | Гарса                |
| Фатима Торе          | Оливија              |
| Одамарис Руиз        | Сусана               |
| Оскар Травен         | Роландо              |
| Алфредо Алонсо       | Акоста               |
| Росио Валента        | Маргарита            |
| Алберто Салабери     | Фабијан              |
| Флоренсија Ферет     | Алехандра            |
| Хуан Карлос Ханс     | Тадео                |
| Мартин Муњоз         | Еладио               |
| Мануел Равијела      | Чепе                 |
| Габријел Роустанд    | Рамон                |
| Хилда Агире          | Ракел                |
| Данијел Гауври       | Паулино              |
| Антонио Бренан       | Гаел                 |
| Хорхе Бренан         | Габријел             |
| Исамна Оризага       | Патрисио             |
| Мирта Рене           | Амалија              |